# 圖斯格爾山

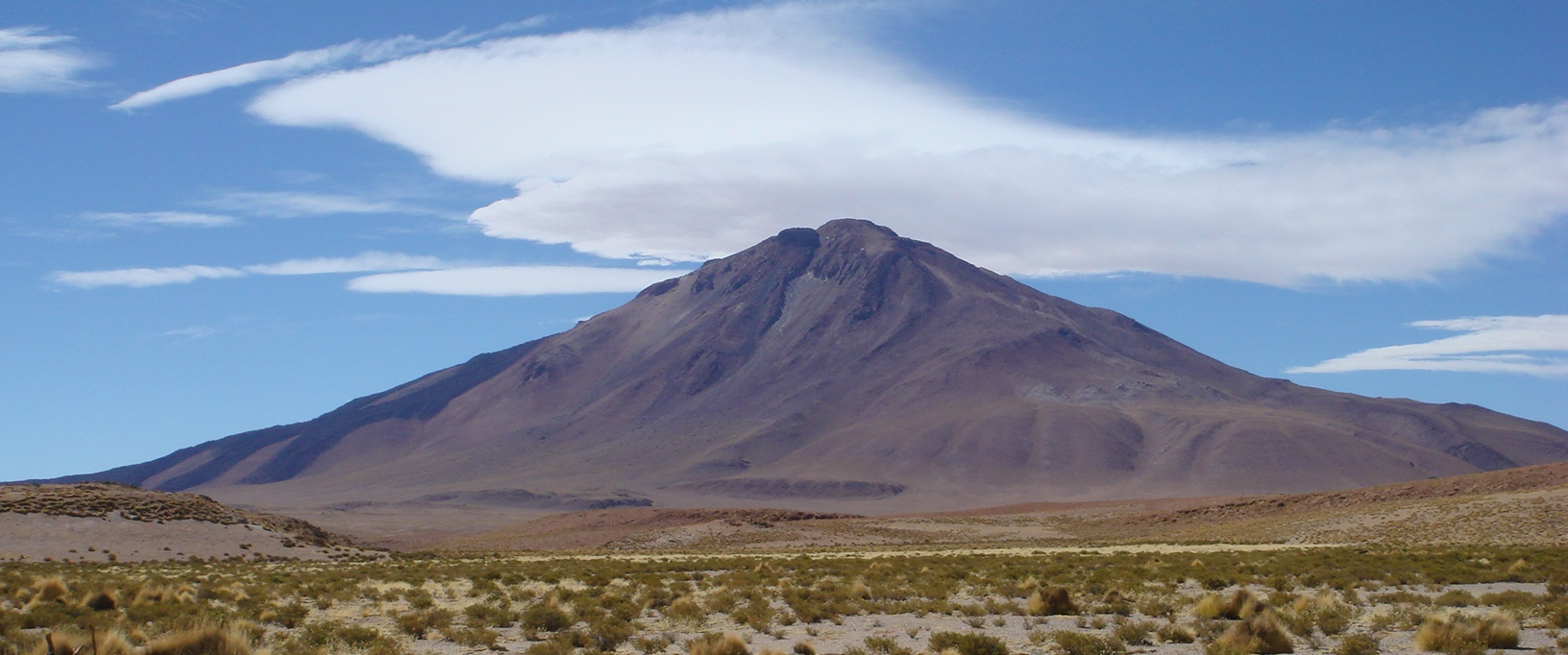

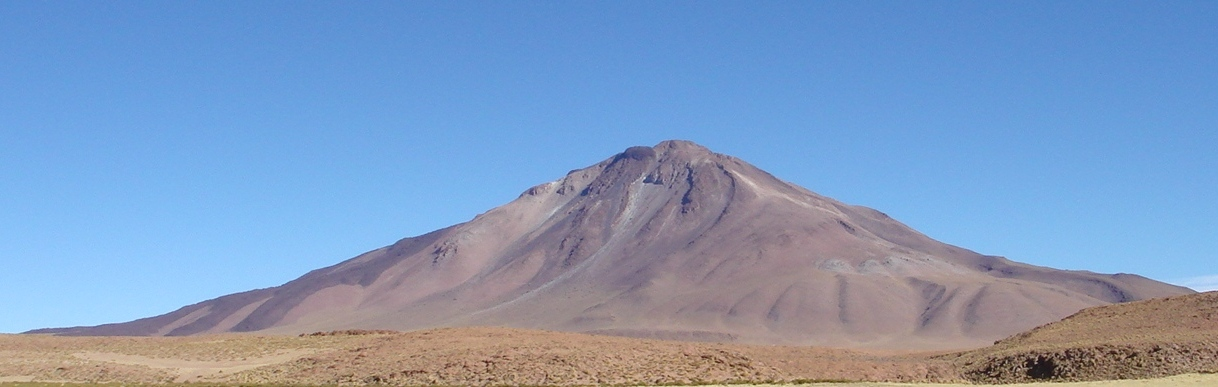

24°03′S 66°29′W / 24.05°S 66.48°W
圖斯格爾山（西班牙語：Volcán Tuzgle），是阿根廷的火山，位於該國西北部胡胡伊省，處於聖安東尼奧德洛斯科布雷斯西北面約23公里，海拔高度5,500米，山體在全新世時期所形成。